# Mezinárodní teologická komise
Mezinárodní teologická komise (MTK) je uskupení čítající ne více než třicet teologů jmenovaných papežem na pětileté funkční období, které je součástí římské kurie a slouží jako poradní orgán Svatého stolce, zejména Kongregace pro nauku víry.
Působí od roku 1969, kdy ji ustanovil papež Pavel VI. Její sídlo se nachází v Římě. Předsedou MTK je kardinál prefekt Kongregace pro nauku víry.

## Historie
O Mezinárodní teologické komisi se poprvé zmiňuje dokument Biskupské synody Ratione habita ze dne 28. října 1967. Objevuje se v něm návrh na zřízení skupiny odborníků, která by při zachování vědecké autonomie spolupracovala se Svatým stolcem a hlavně s Kongregací pro nauku víry. Papež Pavel VI. schválil 11. dubna 1969 její provizorní statuta (ad experimentum). Jan Pavel II. pak v motu proprio Tredecim anni iam ze dne 6. srpna 1982 vydal pro tuto komisi statuta definitivní.

## Charakteristika činnosti
Podle aktuálně zpracovávaného problému může předseda MTK z jejích členů sestavit zvláštní subkomise. Ty mohou ke spolupráci přizvat další odborníky (i nekatolické), kteří nejsou členy Komise. Závěry jednání jsou předkládány ke schválení všem členům MTK. Výsledný dokument, pokud jej papež potvrdí, může být pak zveřejněn. Členové MTK jsou vázáni dodržováním profesionálního tajemství.
Dokumenty MTK nemají váhu dokumentů magisteria, ale jsou významné pro svoji odbornou autoritu. Jsou kolektivním dílem teologických expertů, a proto představují určitý stručný souhrn aktuálního stavu teologické reflexe v katolické církvi.
Současným předsedou MTK byl na funkční období 2009–2014 jmenován William kardinál Levada. V dubnu 2009 Benedikt XVI. určil nového generálního sekretáře Komise, kterým se stal dominikán Charles Morerod.

## Seznam doposud vydaných dokumentů MTK
|     | Název dokumentu                                              | Rok vydání |
| --- | ------------------------------------------------------------ | ---------- |
| 1)  | Reflexe nad cíli a metodami této komise                      | 1969       |
| 2)  | O katolickém kněžství                                        | 1970       |
| 3)  | Jednota víry a teologický pluralismus                        | 1972       |
| 4)  | Apoštolskost církve a apoštolská posloupnost                 | 1974       |
| 5)  | Křesťanská morálka a její normy                              | 1974       |
| 6)  | Vzájemný vztah mezi magisteriem a teologií                   | 1976       |
| 7)  | O lidském rozvoji a křesťanské spáse                         | 1977       |
| 8)  | O křesťanském manželství                                     | 1977       |
| 9)  | Šestnáct christologických tezí o svátosti manželství         | 1977       |
| 10) | Vybrané otázky z christologie                                | 1980       |
| 11) | Teologie - christologie - antropologie                       | 1981       |
| 12) | Smíření a pokání                                             | 1983       |
| 13) | Důstojnost a práva lidské osoby                              | 1984       |
| 14) | Vybraná témata z eklesiologie                                | 1985       |
| 15) | Vědomí, které měl Ježíš o sobě a o svém poslání              | 1985       |
| 16) | Víra a inkulturace                                           | 1988       |
| 17) | O interpretaci dogmat                                        | 1989       |
| 18) | O některých aktuálních otázkách eschatologie                 | 1991       |
| 19) | Některé otázky týkající se teologie vykoupení                | 1995       |
| 20) | Křesťanství a ostatní náboženství                            | 1996       |
| 21) | Paměť a smíření: církev a viny minulosti                     | 2000       |
| 22) | Diakonát, vývoj a perspektivy                                | 2002       |
| 23) | Společenství a služba, lidská osoba stvořená k Božímu obrazu | 2004       |
| 24) | Naděje na spásu pro děti, které umírají nepokřtěné           | 2007       |
| 25) | Hledání univerzální etiky: nový pohled na přirozený zákon    | 2008       |
| 26) | Teologie dnes: perspektivy, principy a kritéria.             | 2011       |

## Předsedové
1. Franjo Šeper (Chorvatsko) (1969–1981)
2. Joseph Ratzinger (Německo) (1981–2005)
3. William Joseph Levada (USA) (2005–2012)
4. Gerhard Ludwig Müller (Německo) (2012–2017)
5. Luis Francisco Ladaria Ferrer (Španělsko) (od 2017)

## Aktuální členové (2009–2014)
1. Charles Morerod, O.P., generální sekretář
2. Peter Damian Akpunonu (Nigérie)
3. Serge Thomas Bonino, O.P. (Francie)
4. Geraldo Luis Borges Hackmann, (Brasilie)
5. Sara Butler, M.S.B.T. (USA)
6. Antonio Castellano, S.D.B. (Chile)
7. Adelbert Denaux (Belgie)
8. Marco Doldi (Itálie)
9. Gilles Emery, O.P. (Švýcarsko)
10. Mario Angel Flores (Mexiko)
11. Francis Gustilo, S.D.B. (Filipíny)
12. Barbara Hallensleben (Německo)
13. Savio Hon Tai-Fai, S.D.B., Hongkong, (Čína)
14. Tomislav Ivančić (Chorvatsko)
15. István Ivancsó (Maďarsko)
16. Tony Kelly, C.S.S.R. (Austrálie)
17. Jan W. M. Liesen (Nizozemsko)
18. Paul McPartlan (USA)
19. Thomas Norris (Irsko)
20. Javier Prades López (Španělsko)
21. Johannes Reiter (Německo)
22. Paul Rouhana, O.L.M. (Libanon)
23. Leonard Santedi Kinkupu (Demokratická republika Kongo)
24. Michael Schulz (Německo)
25. Pierangelo Sequeri (Itálie)
26. Thomas Soeding (Německo)
27. Jerzy Szymik (Polsko)
28. Philippe Vallin (Francie)
29. Dominic Veliath, S.D.B. (Indie)
30. Guillermo Zuleta (Kolumbie)

## Členové (2004–2008)
1. Luis Francisco Ladaria Ferrer, S.J. (Španělsko), generální sekretář
2. Peter Damian Akpunonu (Nigérie)
3. Serge Thomas Bonino, O.P. (Francie)
4. Geraldo Luis Borges Hackmann (Brasilie)
5. Sara Butler, M.S.B.T. (USA)
6. Antonio Castellano, S.D.B. (Chile)
7. Basil Cho Kyu-Man (Jižní Korea)
8. Adelbert Denaux (Belgie)
9. Gilles Emery, O.P. (Švýcarsko)
10. Ricardo Antonio Ferrara (Argentina)
11. Bruno Forte (Itálie)
12. Pierre Gaudette (Kanada)
13. Barbara Hallensleben (Švýcarsko)
14. Savio Hon Tai-Fai, S.D.B. (Čína, Hongkong)
15. Tomislav Ivancič
16. István Ivancsó (Maďarsko)
17. Tony Kelly, C.S.S.R. (Austrálie)
18. Jan W. M. Liesen (Nizozemsko)
19. John Michael McDermott, S.J. (USA)
20. Paul McPartlan (Spojené království)
21. Roland Minnerath (Francie)
22. Thomas Norris (Irsko)
23. Johannes Reiter (Německo)
24. Paul Rouhana (Libanon)
25. Ignazio Sanna (Itálie)
26. Leonard Santedi Kinkupu (Demokratická republika Kongo)
27. Thomas Soeding (Německo)
28. Jerzy Szymik (Polsko)
29. Ivanĉić Tomislav (Chorvatsko)
30. Dominic Veliath, S.D.B. (Indie)

## Členové (1974–1979)
Seznam členů Mezinárodní teologické komise v období 1974–1979.
1. Barnabas Ahern, C.P.
2. Juan Alfaro, S.J
3. Catalino G. Arevalo, S.J
4. Hans Urs von Balthasar
5. Louis Bouyer, d.O.[36]
6. Walter Burghardt, S.J
7. Carlo Caffarra
8. Raniero Cantalamessa, O.F.M.
9. Yves Congar, O.P.
10. Philippe Delhaye, generální sekretář
11. Edouard Dhanis, S.J
12. Wilhelm Ernst
13. Olegario Gonzales de Cardedal
14. Edouard Hamel, S.J
15. Boguslaw Inlender
16. Bonaventura Kloppenburg, O.F.M.
17. Marie-Joseph Le Guillou, O.P.
18. Karl Lehmann
19. Joseph Lescrauwaet, M.S.C.
20. John Mahoney, S.J
21. Gustave Martelet, S.J
22. Jorge Medina Estevez
23. Vincent Mulago
24. Joseph Ratzinger
25. Georges Saber, O.L.M.
26. Heinz Schürmann
27. Otto Semmelroth, S.J
28. Anton Strlé
29. Jena-Marie Tillard, O.P.
30. Cipriano Vagaggini, O.S.B.
31. Jan Walgrave, O.P.

## Členové (1969–1974)
Seznam členů Mezinárodní teologické komise v období 1969–1974.
1. Barnabas Ahern, C.P.
2. Hans Urs von Balthasar
3. Louis Bouyer, d.O.
4. Walter Burghardt, S.J
5. Carlo Colombo
6. Yves Congar, O.P.
7. Philippe Delhaye, generální sekretář
8. Johannes Feiner
9. André Feuillet, P.S.S.
10. Lucio Gera
11. Olegario Gonzales de Cardedal
12. Ignace Abdo Khalifé, S.J.
13. Franz Lakner, S.J.
14. Marie-Joseph Le Guillou, O.P.
15. Joseph Lescrauwaet, M.S.C.
16. Bernard Lonergan, S.J.
17. Henri de Lubac, S.J.
18. Andreas H. Maltha, O.P.
19. Jorge Medina Estevez
20. Peter Nemehegyi, S.J.
21. Stanislaw Olejnik
22. Gerard Philips
23. Karl Rahner, S.J.
24. Joseph Ratzinger
25. Roberto M. Roxo
26. Tomislaw Sagi-Bunic, O.F.M Cap
27. Rudolf Snackenburg
28. Heinz Schürmann
29. Tharcisius Tshimbangu
30. Cipriano Vagaggini, O.S.B.